# Dreata hades
Dreata hades är en fjärilsart som beskrevs av Walker 1855. Dreata hades ingår i släktet Dreata och familjen Eupterotidae. Inga underarter finns listade i Catalogue of Life.